# Los talcigüines
„Los talcigüines” jest to tradycja obchodzona w Wielki Poniedziałek w państwie Salwador, w mieście Texistepeque. Nazwa tego zwyczaju pochodzi od języka nahuatl, w którym oznacza „ludzi opętanych”. Podczas obchodów, przedstawia się walkę dobra ze złem, która ostatecznie kończy się zwycięstwem dobra. Tradycja została wpisana na listę niematerialnego dziedzictwa kultury przez władzę ustawodawczą Salwadoru w 2014r.

## Historia
Tradycja „Los talcigüines” stanowi odzwierciedlenie Ewangelii Świętego Mateusza, gdzie zostało opisane kuszenie Jezusa na pustyni. Prawdopodobnie tradycja została zapoczątkowana w czasach kolonizacji. Wtedy to najeźdźcy zmuszali ludność rdzenną do przyjęcia religii chrześcijańskiej i innych zwyczajów, które nie były zgodne z kulturą mieszkańców Ameryki. Robili to między innymi poprzez prezentowanie obrazów ze scen biblijnych. Rdzenni mieszkańcy jednak często przekształcali treści przekazane im przez Hiszpanów, co powodowało mieszanie się kultur. Tradycja „Los talcigüines” prawdopodobnie jest tego przykładem.
Dzisiejsi „los talcigüines” są członkami „Asociación de Tradiciones de Texistepeque”, dokładnie grupy „Los talcigüines”. Każdy, kto chce do niej należeć, musi być  katolikiem pochodzącym z Texistepeque. Na początku grupa liczyła tylko 10 „ludzi opętanych”, ale teraz jest znacznie większa i należy do niej około 60 osób. Bycie  „talcigüin” jest uważane za honor i bardzo często to synowie, wnuki poprzednich „talcigüines” biorą udział w ceremonii.

## Przebieg ceremonii
Całe wydarzenie rozpoczyna się rano, w Wielki Poniedziałek, mszą o godzinie 7:00. „Los talcigüines”, czyli „ludzie opętani” przed mszą udają się do spowiedzi. Przebrani są w czerwone stroje zakrywające całe ciało i czerwone kaptury, z kocimi uszami i wąsami. Oprócz tego mają bicze, którymi chłostają ludzi podczas ceremonii.  Ludzie starsi jednak nie są uderzani biczami ze względu na okazywany im szacunek. „Ludzie opętani” skupiają się głównie na „chłostaniu” młodszych uczestników wydarzenia. Lokalna legenda głosi, że za każde uderzenie biczem przez talcigüin, Bóg daruje jeden grzech osobie chłostanej.
Tradycja „Los talcigüines” polega przede wszystkim na teatralnym przedstawieniu walki pomiędzy dobrem i złem, która rozpoczyna się wraz z uderzeniem dzwonów kościoła San Esteban. Co roku „opętani” zostają pokonani przez osobę reprezentującą Jezusa. „Los talcigüines” biegają po ulicach Texistepeque, gdzie w pewnym momencie napotykają Jezusa, który trzyma w rękach krzyż i dzwon. Podczas spotkania „Los talcigüines” wykonują trzy uderzenia biczem w ziemię. Następnie obchodzą dookoła postać Jezusa, cały czas uderzając biczem. Trzy razy podejmują próby kuszenia Jezusa, jednak zostają ostatecznie przez niego przezwyciężeni i powaleni na ziemię. Całe wydarzenie kończy się przy kościele, gdzie „opętani” padają pokonani, jeden po drugim na ulicę, a Jezus stąpa po nich dzwoniąc dzwonkiem przy aplausie publiczności.
Wydarzenie co roku przyciąga wielu mieszkańców i turystów. Na rynku głównym miasta, znajduje się scena, gdzie grają muzycy. Na straganach sprzedaje się jedzenie, picie, słodycze i ręcznie robione figurki „Los talcigüines”.

## „Los talcigüines” a religia i teatr
Tradycja „Los talcigüines”  jest związana z teatralnym tańcem i teatrem tańca.  Nawiązuje do innych tradycyjnych tańców Salwadoru. Obchody Wielkiego Poniedziałku są podobne do autos sacramentales, w których istotną rolę odgrywają Diabeł i Śmierć. Są to dwa elementy, które ze sobą współistnieją i są skutkiem nieustannego grzechu człowieka. Tak jak autos sacramentales obchody „Los talcigüines” są prezentowane w miejscach publicznych.
Podczas ceremonii można dopatrzeć się  trzech głównych części: biczowanie, zmierzenie się „Los talcigüines” z Jezusem i na końcu pokonanie zła. Stanowi to więc zobrazowanie wierzeń katolików, którzy podczas Wielkiego Tygodnia obchodzą mękę, śmierć i zmartchwychwstanie Jezusa, czyli zwycięstwo życia nad śmiercią, zwycięstwo dobra nad złem.